# Зла-Весь (Куявсько-Поморське воєводство)
Зла-Весь (пол. Zła Wieś, нім. Bösendorf) — село в Польщі, у гміні Добрч Бидґозького повіту Куявсько-Поморського воєводства.
У 1975-1998 роках село належало до Бидгощського воєводства.